# La Perle de grand prix
Ne doit pas être confondu avec Perle de grand prix.
La Perle de grand prix (The Pearl of Price) est une nouvelle policière d'Agatha Christie mettant en scène le personnage de Parker Pyne.
Initialement publiée en avril 1933 dans la revue Cosmopolitan aux États-Unis, cette nouvelle a été reprise en recueil en 1934 dans Mr Parker Pyne au Royaume-Uni. 
Elle a été publiée pour la première fois en France en février 1958 dans la revue Mystère magazine, puis dans le recueil Mr Parker Pyne en 1967.

## Publications
Avant la publication dans un recueil, la nouvelle avait fait l'objet de publications dans des revues :
- en avril 1933, aux États-Unis, dans le no 4 (vol. 94) de la revue Cosmopolitan[1] ;
- en juillet 1933, au Royaume-Uni, sous le titre « The Pearl », dans le no 482 (vol. 91) de la revue Nash's Pall Mall Magazine[2] ;
- en novembre 1957, au Royaume-Uni, sous le titre « Once a Thief », dans le no 168 (no 5, vol. 30) de la revue Ellery Queen's Mystery Magazine[3] ;
- en février 1958, en France, sous le titre « Qui a bu, boira », dans le no 121 de la revue Mystère magazine[4].

La nouvelle a ensuite fait partie de nombreux recueils :
- en 1934, au Royaume-Uni, dans Parker Pyne Investigates[2] (avec 11 autres nouvelles) ;
- en 1934, aux États-Unis, sous le titre « The Valuable Perl », dans Mr. Parker Pyne, Detective[2] (avec 11 autres nouvelles) ;
- en 1967, en France, dans Mr Parker Pyne (adaptation des recueils de 1934).